# Tel Aviv Open 1988
Il Tel Aviv Open 1988 è stato un torneo di tennis giocato sul cemento. È stata la 9ª edizione del torneo, che fa parte del Nabisco Grand Prix 1988. Si è giocato al Israel Tennis Centers di Ramat HaSharon vicino a Tel Aviv in Israele dal 10 al 17 ottobre 1988.

## Campioni

### Singolare maschile
Brad Gilbert ha battuto in finale  Aaron Krickstein con il punteggio di 4–6, 7–6, 6–2

### Doppio maschile
Roger Smith /  Paul Wekesa hanno battuto in finale  Patrick Baur /  Alexander Mronz con il punteggio di 6–3, 6–3